# Elektromagnetische Streuung
Die elektromagnetische Streuung entsteht, wenn elektromagnetische Wellen auf Objekte treffen, an denen das Wellenfeld gebeugt oder reflektiert wird (Elektromagnetische Felder - EMF). Das gesamte elektromagnetische Wellenfeld ergibt sich dann aus der Überlagerung (Superposition) des auf das Objekt einfallenden Wellenfeldes mit dem gestreuten Wellenfeld. An den Objekten tritt eine Vor- und Rückwärtsstreuung (forward- and backward scattering) auf. Die Streuung eines Wellenfeldes ist stark von der Oberflächenbeschaffenheit des Streuobjektes abhängig.